# Ernst Ferdinand Klein

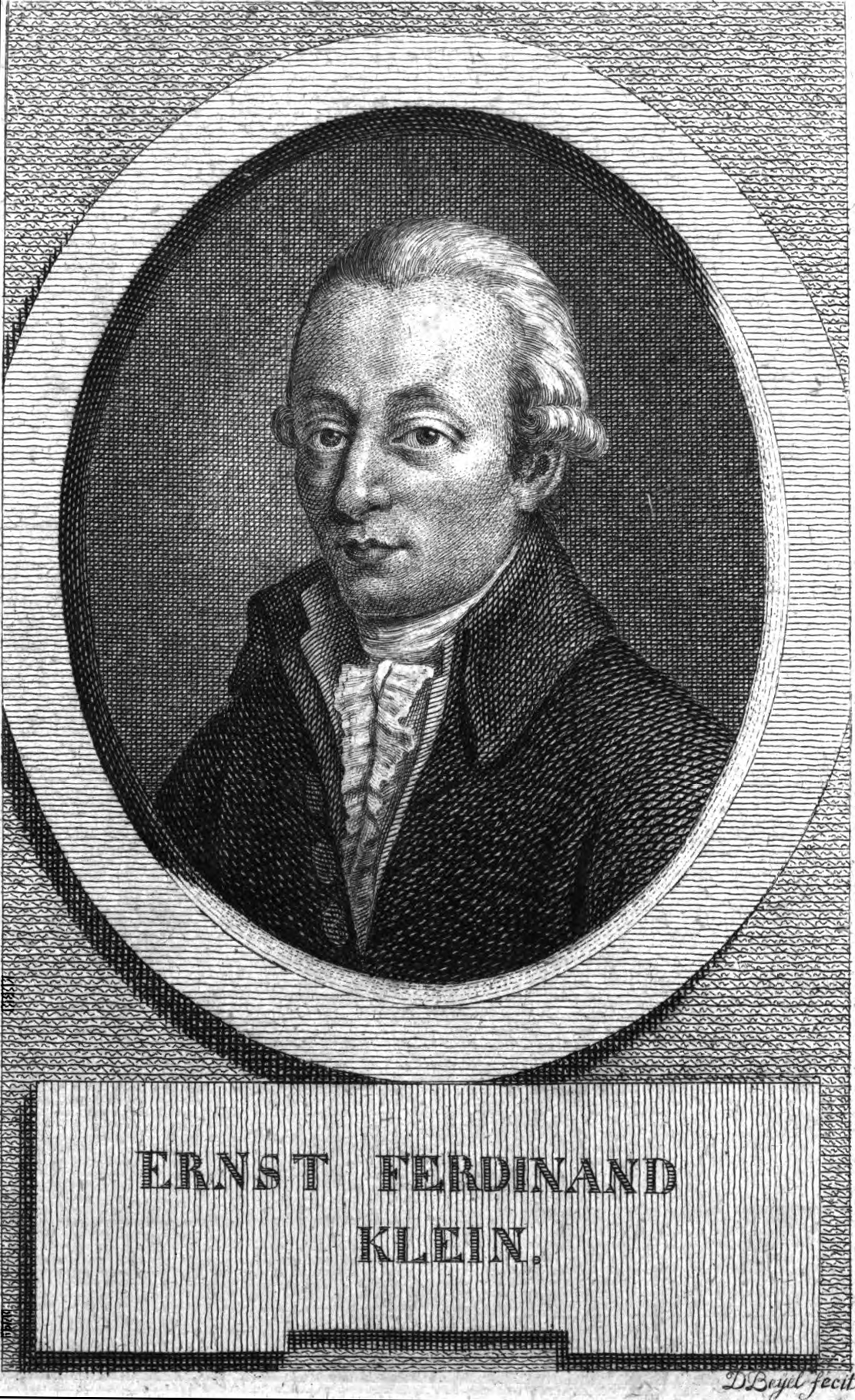
Ernst Ferdinand Klein.

Ernst Ferdinand Klein, född 3 september 1744 i Breslau, död 18 mars 1810 i Berlin, var en tysk jurist.
Klein verkade först som praktiker i Breslau, senare i Berlin. Han blev 1791 professor i Halle an der Saale och 1800 övertribunalrättsråd i Berlin. Tillsammans med Johann Heinrich von Carmer och Carl Gottlieb Svarez stod Klein i främsta ledet bland de män, som i slutet av 1700-talet reorganiserade det preussiska rättsväsendet; han förefaller ha utövat det största inflytandet på äktenskaps- och straffbestämmelserna i den berömda preussiska landsrätten. 
Förutom Vermischte Abhandlungen über Gegenstände der Gesetzgebung und Rechtspflege (1779-80) och Annalen der Gesetzgebung und Rechtsgelehrsamkeit in den Preussischen Staaten (I-XXVI, 1788-1809) skrev Klein bland annat System des Preussischen Civilrechts (1801, I-II, nybearbetad av Ludwig von Rönne, 1830). 
Som kriminalist och rättsfilosof påverkades Klein av Immanuel Kant, en påverkan, som kan spåras i hans Grundsätze des gemeinen deutschen und preussischen peinlichen Rechts (1796, andra upplagan 1799) och Grundsätze der natürlichen Rechtswissenschaft nebst einer Geschichte derselben (1797). Klein, vars kriminalistiska synpunkter ledde till en häftig polemik med Paul Johann Anselm von Feuerbach, publicerade vidare Sammlung merkwürdiger Rechtssprüche der Juristen-Fakultät zu Halle (I-VIII, Berlin 1796-1802) och stiftade tillsammans med sin meningsfrände Gallus Aloys Kleinschrod "Archiv für Criminalrecht" (1799), vars sista band utkom 1857. I sitt rektoratstal Ernst Ferdinand Klein und die unbestimmte Verurteilung ("Strafrechtliche Aufsätze und Vorträge II", 1905) hävdade Franz von Liszt att redan Klein var ivrig förkämpe för detta skenbart så moderna rättsinstitut.